# Pseudechis porphyriacus
Pseudechis porphyriacus é uma espécie de serpente venenosa da família Elapidae, nativa da Austrália. Descrita originalmente por George Shaw em 1794 como uma nova espécie, é uma das serpentes mais comumente encontradas no leste da Austrália. Com uma média de 1,25 m de comprimento, possui dorso preto brilhante, flancos vermelhos ou alaranjados brilhantes e uma barriga rosa ou vermelho opaco. Não é agressiva e geralmente foge de encontros com humanos, mas pode se defender se provocada. Embora seu veneno possa causar doenças significativas, não há registros de mortes por sua picada, que é menos venenosa do que a de outras serpentes elapídeas australianas. O veneno contém neurotoxinas, miotoxinas e coagulantes, além de propriedades hemolíticas. As vítimas também podem perder o sentido do olfato.
Comum em florestas, bosques, pântanos, margens de rios e cursos d'água, a Pseudechis porphyriacus frequentemente se aventura em áreas urbanas próximas. Ela forrageia em corpos de água rasos, geralmente com emaranhados de plantas aquáticas e troncos, onde caça seu principal item de presa, os sapos, além de peixes, répteis e pequenos mamíferos. A espécie é classificada como de menor preocupação pela IUCN, mas acredita-se que seus números estejam diminuindo devido à fragmentação de habitat e ao declínio das populações de sapos.

## Taxonomia
A espécie Pseudechis porphyriacus foi descrita e nomeada pelo naturalista inglês George Shaw em Zoology of New Holland (1794) como Coluber porphyriacus. Supondo erroneamente que era inofensiva e não venenosa, ele escreveu: "Esta bela serpente, que parece não possuir dentes tubulares ou presas, e consequentemente não é de natureza venenosa, tem três, às vezes quatro, pés de comprimento" (91 a 122 cm). O nome da espécie deriva do grego porphyrous, que pode significar "roxo escuro", "roxo-avermelhado" ou "belo". Foi a primeira serpente elapídea australiana descrita. O sintipo é presumido perdido. O naturalista francês Bernard Germain de Lacépède a descreveu como Trimeresurus leptocephalus em 1804. Seu compatriota René Lesson a descreveu como Acanthophis tortor em 1826. O biólogo alemão Hermann Schlegel considerou-a relacionada a Naja e a denominou Naja porphyrica em 1837.

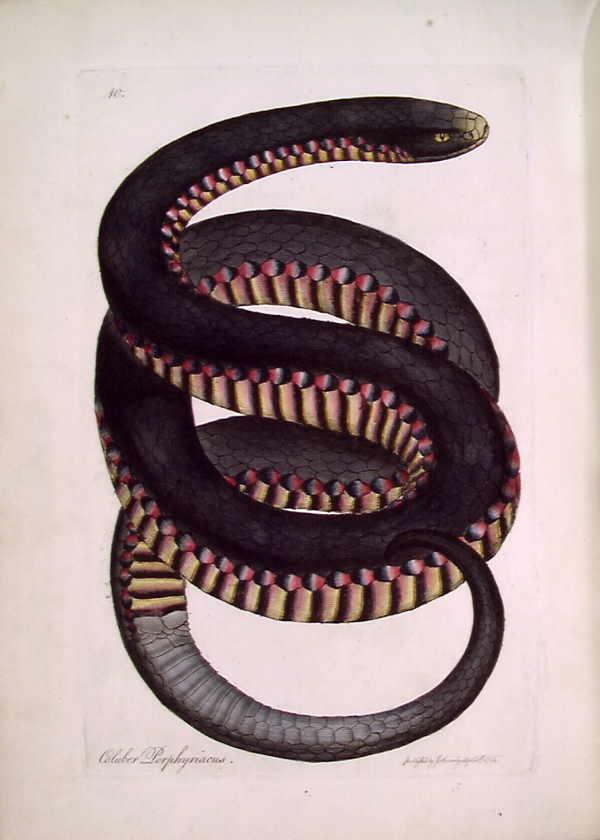
"Coluber porphyriacus", Zoology of New Holland (1794),
ilustração da descrição original

O gênero Pseudechis foi criado para esta espécie pelo biólogo alemão Johann Georg Wagler em 1830; várias outras espécies foram adicionadas ao gênero posteriormente. O nome deriva das palavras gregas pseudēs "falso" e echis "víbora". O especialista em serpentes Eric Worrell, em 1961, analisou os crânios do gênero e constatou que o da P. porphyriacus era o mais divergente. Sua posição como um ramo inicial do resto do gênero foi confirmada geneticamente em 2017.
Além de Pseudechis porphyriacus, a espécie também é conhecida como djirrabidi pelos povos aborígenes Eora e Darug da bacia de Sydney.

## Descrição
Pseudechis porphyriacus tem o corpo superior preto brilhante com um focinho cinza claro e boca marrom, e uma cauda completamente preta. Não possui um pescoço bem definido; sua cabeça se funde perfeitamente ao corpo. Seus flancos são vermelho ou alaranjado brilhantes, desbotando para rosa ou vermelho opaco na barriga. Todas essas escamas têm margens pretas. Serpentes de populações do norte tendem a ter barrigas mais claras, de cor creme ou rosa. P. porphyriacus tem, em média, cerca de 1,25 m de comprimento, com o maior indivíduo registrado medindo 2,55 m. Machos são geralmente ligeiramente maiores que as fêmeas. Um grande espécime de 2 m capturado em Newcastle foi estimado em cerca de 10 kg. P. porphyriacus pode ter um forte odor, o que alguns especialistas de campo usam para localizar as serpentes na natureza.
Como todas as serpentes elapídeas, é proteróglifa (com presas frontais). Os juvenis são semelhantes à Cryptophis nigrescens, com a qual podem ser facilmente confundidos, embora esta última não possua flancos vermelhos. Outras espécies semelhantes incluem a Pseudechis guttatus e as serpentes do gênero Austrelaps. Uma concepção errônea inicial era que a Pseudechis porphyriacus era dimórfica sexualmente e que a Pseudonaja textilis era a forma fêmea. Esse erro foi reconhecido pelo zoólogo australiano Gerard Krefft em sua obra de 1869, Snakes of Australia.

### Escamação
O número e a disposição das escamas no corpo de uma serpente são elementos-chave para a identificação ao nível de espécie. Pseudechis porphyriacus possui 17 fileiras de escamas dorsais no meio do corpo, 180 a 215 escamas ventrais, 48 a 60 escamas subcaudais (as anteriores — e às vezes todas — subcaudais são indivisas), e uma escama anal dividida. Há duas escamas temporais anteriores e duas posteriores, e a escama rostral é aproximadamente quadrada.

## Distribuição e habitat

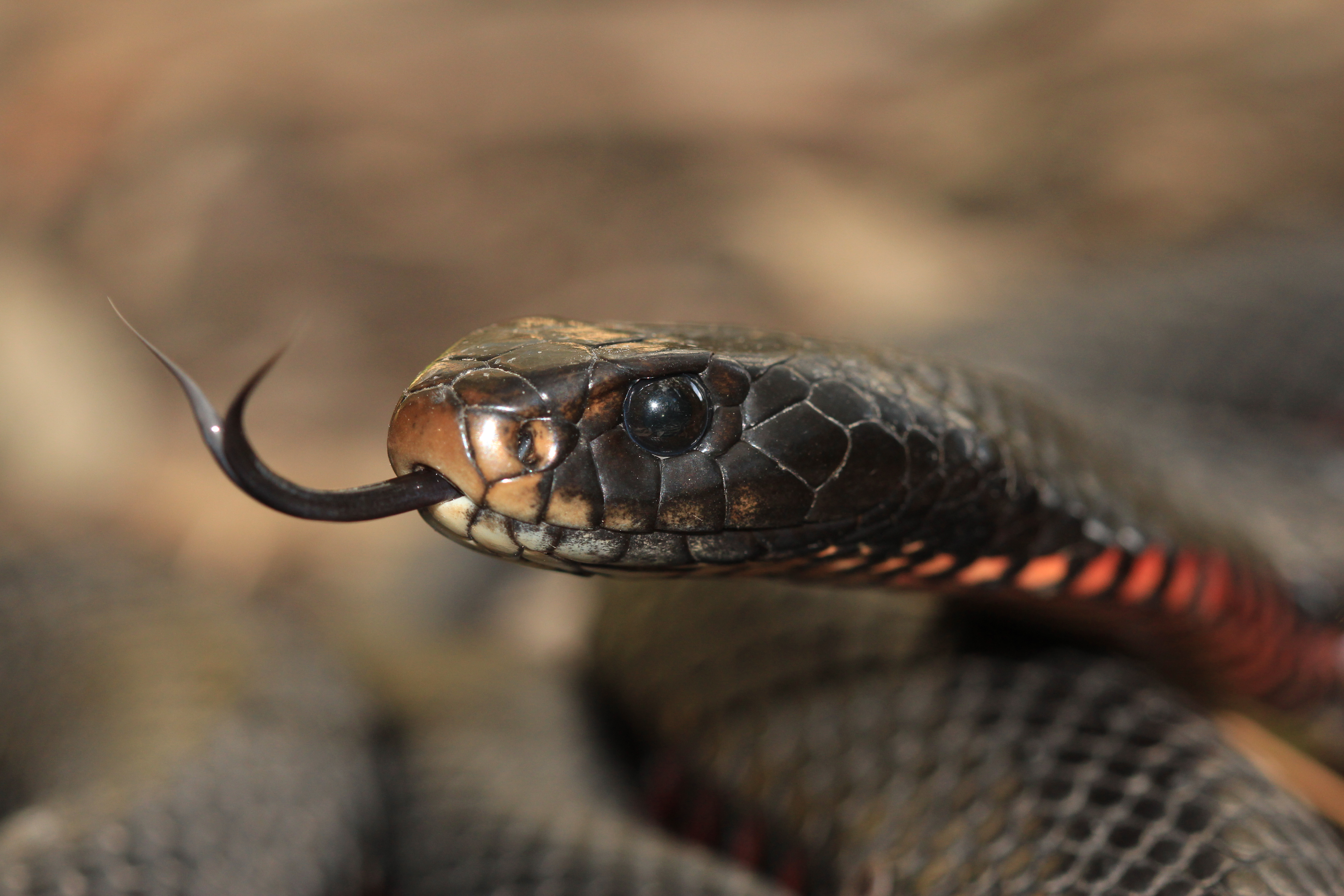
Vista aproximada de uma Pseudechis porphyriacus, mostrando seu focinho mais claro e língua bifurcada

P. porphyriacus é nativa da costa leste da Austrália, onde é uma das serpentes mais comumente encontradas. Pode ser encontrada nas florestas urbanas, bosques, planícies e áreas de matagal das  Blue Mountains, Canberra, Sydney, Brisbane, Melbourne, Cairns e Adelaide. Os Pântanos de Macquarie marcam uma fronteira oeste para sua distribuição em Nova Gales do Sul, e Gladstone [en], em Queensland central, marca o limite norte da população principal. Ao sul, ocorre em todo o leste e centro de Victoria, estendendo-se ao longo do rio Murray até a Austrália do Sul. Populações isoladas ocorrem nas cordilheiras do Monte Lofty, no sul da Austrália do Sul, e no norte de Queensland.
P. porphyriacus é mais comumente vista perto de represas, riachos, lagoas e outros corpos d'água, embora possa se aventurar até 100 m de distância, incluindo quintais nas proximidades. Em particular, prefere áreas de água rasa com emaranhados de plantas aquáticas, troncos ou detritos.

## Comportamento
As serpentes P. porphyriacus podem se esconder em muitos lugares em seu habitat, incluindo troncos, tocas de mamíferos abandonadas e tufos de grama. Elas podem fugir para a água e se esconder lá; uma foi relatada permanecendo submersa por 23 minutos. Ao nadar, podem manter a cabeça inteira ou as narinas acima da superfície da água. Às vezes, podem flutuar sem se mover na superfície da água, parecendo um graveto. Dentro de seu habitat, parecem ter áreas ou territórios com os quais estão familiarizadas e geralmente permanecem dentro. Um estudo de campo de 1987 em três localidades de Nova Gales do Sul constatou que essas áreas variam amplamente, de 0,02 a 40 ha em tamanho. Dentro de seu território, elas podem ter alguns lugares preferidos para residir.
P. porphyriacus geralmente não é uma espécie agressiva, tipicamente recuando quando abordada. Se provocada, ela se recolhe em uma postura de ataque como ameaça, mantendo a cabeça e a parte frontal do corpo horizontalmente acima do solo e alargando e achatando o pescoço. Pode morder como último recurso. É geralmente ativa durante o dia, embora atividades noturnas tenham sido ocasionalmente registradas. Quando não está caçando ou se aquecendo, pode ser encontrada sob madeiras, rochas, detritos ou em tocas e buracos.
As serpentes estão ativas quando suas temperaturas corporais estão entre 28 e 31 °C. Elas também termorregulam aquecendo-se em locais ensolarados e quentes pela manhã fresca e descansando à sombra no meio de dias quentes, podendo reduzir sua atividade em climas quentes e secos no final do verão e outono. Em vez de entrar em verdadeira hibernação, tornam-se relativamente inativas durante o inverno, retirando-se para abrigos e, às vezes, emergindo em dias quentes e ensolarados. Sua cor escura permite que absorvam o calor do sol mais rapidamente. Em julho de 1949, seis grandes indivíduos foram encontrados hibernando sob uma laje de concreto em pântanos em Woy Woy, Nova Gales do Sul. Grupos de até seis P. porphyriacus hibernando foram registrados sob lajes de concreto em torno de Mount Druitt e Rooty Hill, no oeste de Sydney. Machos são mais ativos na primavera do hemisfério sul (início de outubro a novembro) enquanto vagam em busca de parceiras; um deles teria viajado 1.220 m em um dia. No verão, ambos os sexos são geralmente menos ativos.

### Reprodução
Na primavera, machos de Pseudechis porphyriacus frequentemente se envolvem em combates ritualizados por 2 a 30 minutos, até mesmo atacando outros machos que já estão acasalando com fêmeas. Eles lutam vigorosamente, mas raramente mordem, e participam de competições de empurrão de cabeça, onde cada serpente tenta empurrar a cabeça do oponente para baixo com o queixo.
O macho procura uma fêmea e esfrega o queixo em seu corpo, podendo se contorcer, sibilar e, raramente, morder ao se excitar. A fêmea indica prontidão para acasalar ao se endireitar e permitir que seus corpos se alinhem. A gravidez ocorre a qualquer momento da primavera ao final do verão. As fêmeas tornam-se muito menos ativas e se agrupam em pequenos grupos no final da gravidez. Elas compartilham o mesmo refúgio e tomam sol juntas. A espécie é ovovivípara; ou seja, dá à luz filhotes vivos em sacos membranosos individuais, após 14 semanas de gestação, geralmente em fevereiro ou março. Os filhotes, variando de 8 a 40, emergem de seus sacos logo após o nascimento, com um comprimento médio de cerca de 12,2 cm. Os filhotes quase triplicam seu comprimento e aumentam seu peso 18 vezes no primeiro ano de vida, e atingem a maturidade sexual quando alcançam um comprimento focinho-cauda de 78 cm para machos ou 88 cm para fêmeas. As fêmeas podem se reproduzir por volta dos 31 meses de idade, enquanto os machos podem um pouco mais cedo. Essa espécie pode viver até 25 anos.

### Alimentação

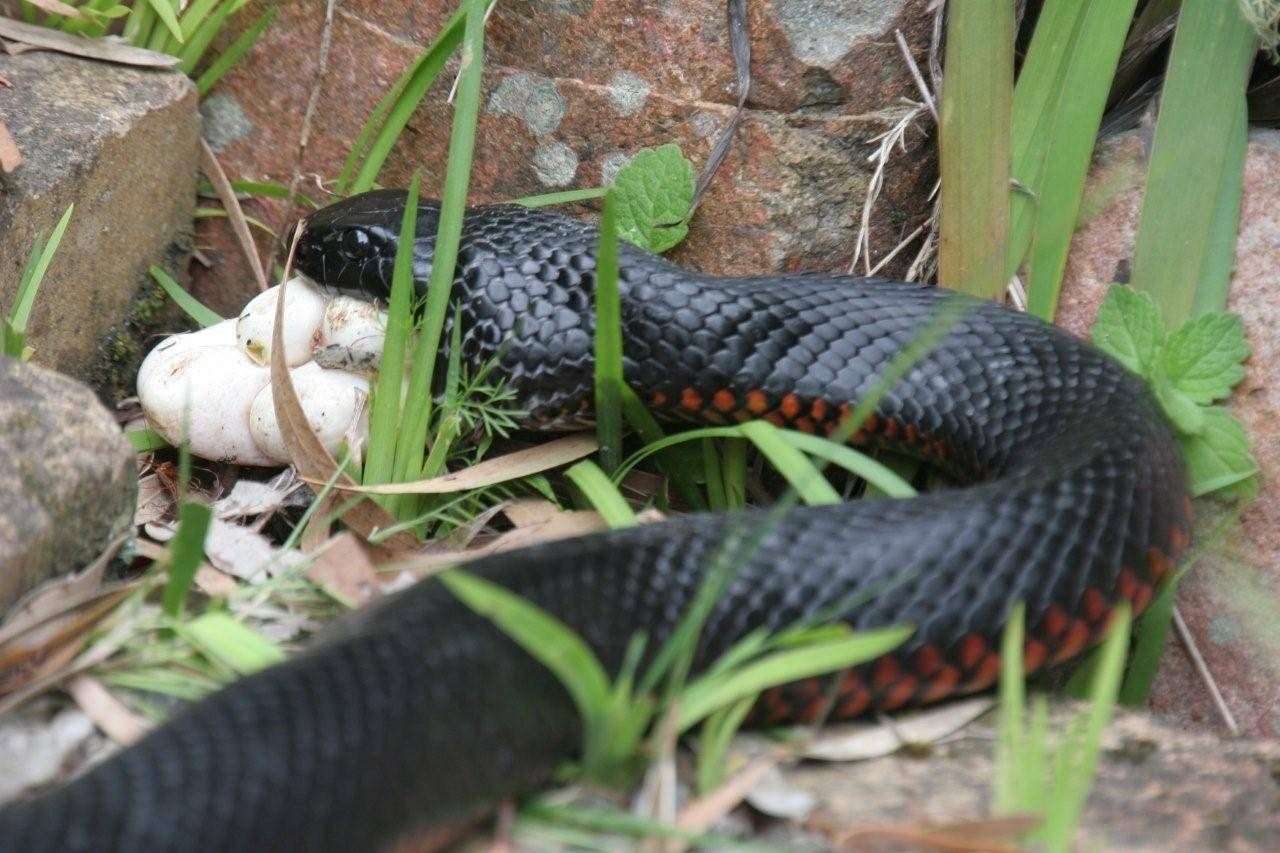
Pseudechis porphyriacus comendo os ovos de uma en perto de Dungog, Nova Gales do Sul.

A dieta de P. porphyriacus consiste principalmente de sapos, mas também predam répteis e pequenos mamíferos. Também comem outras serpentes, comumente Pseudonaja textilis e até mesmo de sua própria espécie. Peixes são caçados na água. P. porphyriacus pode caçar na superfície ou sob a água, e a presa pode ser consumida debaixo d'água ou levada à superfície. Foram registradas mexendo no substrato, possivelmente para perturbar a presa. À medida que crescem e amadurecem, P. porphyriacus continuam a comer presas do mesmo tamanho, mas adicionam animais maiores também. Embora prefiram alimentos vivos, foi relatado que comeram sapos esmagados por carros.
Elas são suscetíveis às toxinas do sapo-cururu (Rhinella marina). A introdução dos sapos-cururu na Austrália data de 1935, quando foram introduzidos numa tentativa de controle biológico de besouros nativos, que estavam danificando campos de cana-de-açúcar (uma planta não nativa). A intervenção falhou, principalmente porque os sapos ficam no chão, enquanto os besouros se alimentam de folhas no topo da planta. Um estudo de pesquisa concluiu que, em menos de 75 anos, Pseudechis porphyriacus evoluiu em regiões habitadas por sapos na Austrália para ter maior resistência à toxina e menor preferência por sapos como presa.

## Veneno
Os primeiros colonos temiam a Pseudechis porphyriacus, embora ela se revelasse muito menos perigosa do que muitas outras espécies. A dose letal mediana (LD50) em camundongos é de 2,52 mg/kg quando administrada por injeção subcutânea. Uma P. porphyriacus produz, em média, 37 mg de veneno quando ordenhada, com o máximo registrado sendo 94 mg. Ela foi responsável por 16% das vítimas de picadas de serpente identificadas na Austrália entre 2005 e 2015, sem registros de mortes. Seu veneno contém neurotoxinas, miotoxinas e coagulantes, além de possuir propriedades hemolíticas.

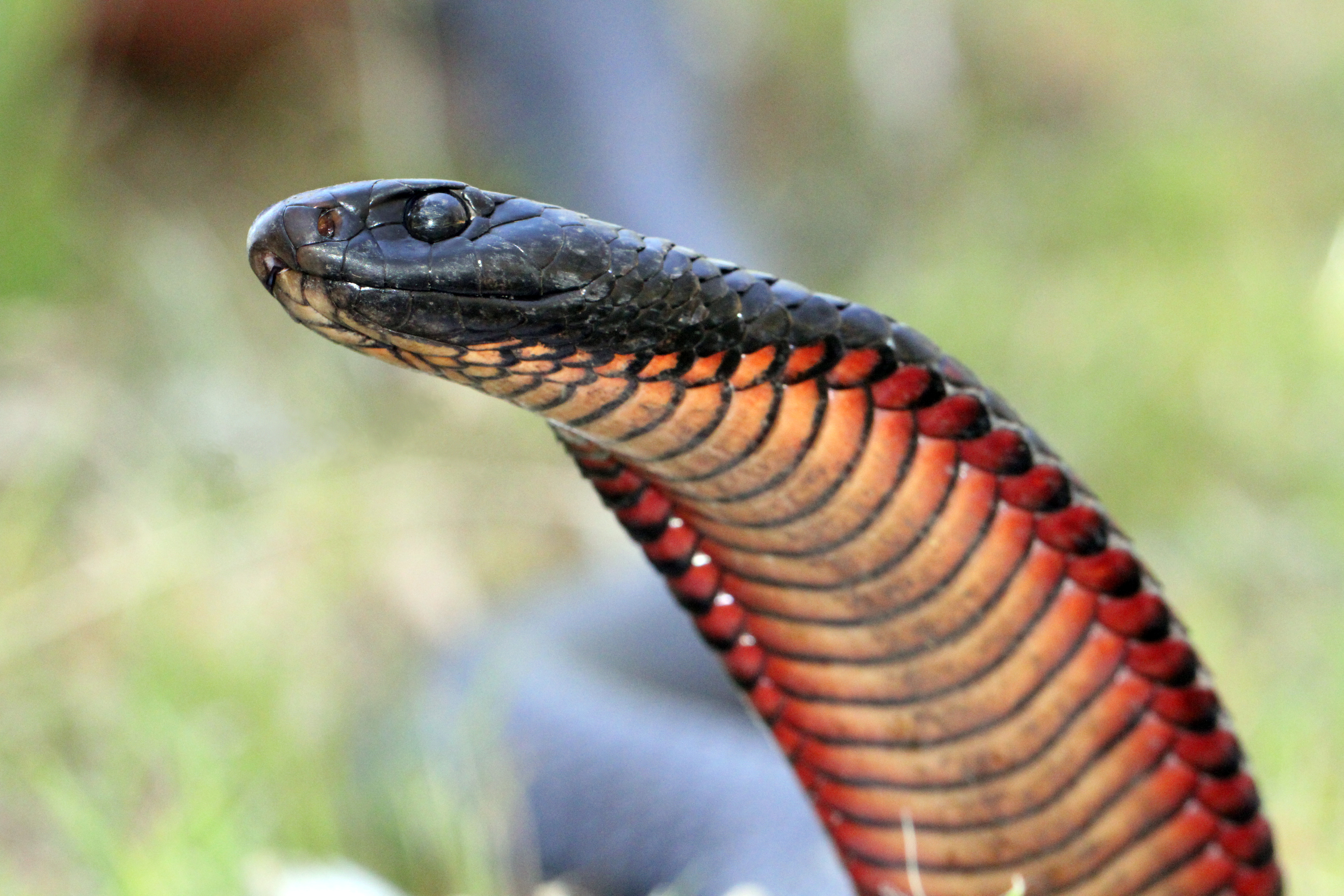
Em postura agressiva, achatando o pescoço

As picadas de P. porphyriacus podem ser muito dolorosas — necessitando de analgésicos — e resultar em inchaço local, sangramento prolongado e até necrose local, particularmente se a picada for em um dedo. Reações locais graves podem requerer desbridamento cirúrgico ou até amputação. Sintomas de envenenamento sistêmico — incluindo náusea, vômito, dor de cabeça, dor abdominal, diarreia ou sudorese excessiva — eram considerados raros, mas uma revisão de 2010 constatou que ocorrem na maioria das vítimas. A maioria das pessoas também desenvolve uma coagulopatia anticoagulante em poucas horas. Isso é caracterizado por um tempo de tromboplastina parcial ativada (TTPa) elevado, que diminui em 24 horas. Ela resolve rapidamente com soro antiofídico. Algumas pessoas desenvolvem miotoxicidade e dor muscular generalizada associada, ocasionalmente com fraqueza, que pode durar até 7 dias. Os pacientes podem sofrer perda do sentido do olfato (anosmia); isso não está relacionado à gravidade do envenenamento e pode ser temporário ou permanente. Embora o veneno contenha a toxina de três dedos α-elapitoxin-Ppr1, que atua como neurotoxina em experimentos de laboratório, sintomas neurotóxicos geralmente estão ausentes em casos clínicos.
Um agente biologicamente ativo — pseudexin — foi isolado do veneno de P. porphyriacus em 1981. Compõe 25% do veneno e é uma cadeia polipeptídica única com um peso molecular de cerca de 16,5 kilodaltons. Em 1989, descobriu-se que era composto por três isoenzimas de fosfolipase A2. Se indicado, as picadas de P. porphyriacus são geralmente tratadas com soro antiofídico de Notechis scutatus. Embora o soro de Pseudechis possa ser usado, o de Notechis scutatus pode ser administrado em menor volume e é um tratamento mais econômico.
É a espécie mais comumente relatada como responsável por envenenamentos em cães em Nova Gales do Sul. Em 2006, um golden retriever de 12 anos sofreu rabdomiólise e insuficiência renal aguda secundária a uma picada de P. porphyriacus. Testes laboratoriais descobriram que gatos são relativamente resistentes ao veneno, com uma dose letal tão alta quanto 7 mg/kg.

## Conservação e ameaças
Pseudechis porphyriacus é considerada uma espécie de menor preocupação de acordo com a União Internacional para a Conservação da Natureza. Seu habitat preferido tem sido particularmente vulnerável ao desenvolvimento urbano e está altamente fragmentado, e um declínio generalizado de sapos, que são sua presa preferida, ocorreu. Os números de serpentes parecem ter diminuído. Gatos selvagens são conhecidos por predar P. porphyriacus, enquanto serpentes jovens presumivelmente são capturadas por cucaburras (Dacelo novaeguineae), falcões Falco berigora [en] e outras aves de rapina.

## Cativeiro
Uma das serpentes comumente mantidas como animais de estimação na Austrália, a P. porphyriacus adapta-se prontamente ao cativeiro e vive com uma dieta de camundongos, embora também possa sobreviver com filés de peixe, frango e comida para cães.